# غاري بلاك (سياسي)
غاري بلاك (بالإنجليزية: Gary Black)‏ هو سياسي أمريكي، ولد في 1954. حزبياً، نشط في الحزب الجمهوري.

## وصلات خارجية
- الموقع الرسمي